# Amazonki (mitologia)

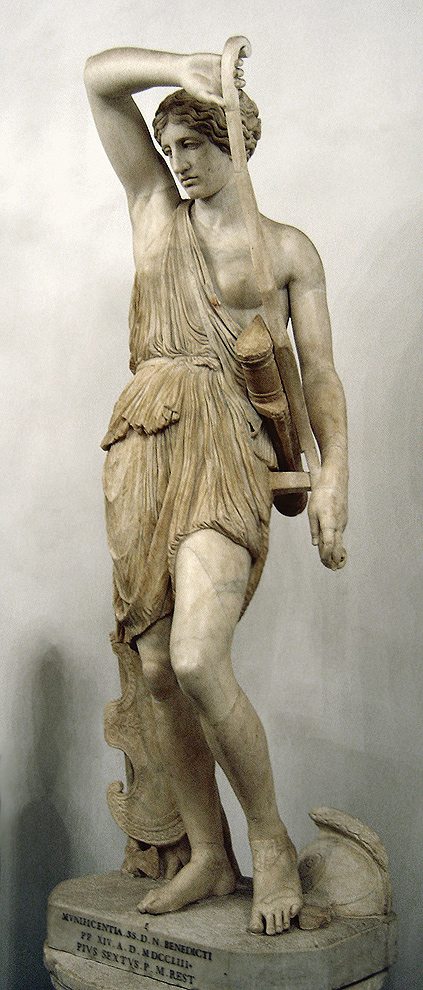
Amazonka, rzymska kopia greckiej rzeźby Fidiasza, V wiek p.n.e., Palazzo Nuovo, Rzym

Amazonki (gr. Ἀμαζόνες Amazónes, łac. Amazones „Bezpierśne”, gr. ἀμαζών amazṓn „ta, która nie ma piersi”) – w mitologii greckiej naród albo plemię wojowniczych kobiet, które wywodziły się od boga Aresa i nimfy Harmonii. Zamieszkiwały wybrzeża Morza Czarnego lub Trację albo też środkową Scytię (na równinach na lewym brzegu Dunaju), bądź też północne wybrzeże Azji Mniejszej u stóp Kaukazu.
Amazonki były niezwykle walecznym, niezależnym narodem, tworzyły społeczność wyłącznie kobiecą, mężczyzn uważały za gorszych. Strzegły swoich terenów pokonując o wiele liczebniejsze armie składające się z mężczyzn.

Ubierały się w skóry dzikich zwierząt, świetnie ciskały oszczepem i strzelały z łuku. Miały tarcze w kształcie półksiężyca i hełmy ozdobione piórami.

Utrzymywały stosunki z cudzoziemcami, żeby podtrzymać ród. Swoje potomstwo płci męskiej zabijały lub kaleczyły (oślepiały albo okulawiały) bądź oddawały ojcom na wychowanie, dzieci płci żeńskiej kształciły w sztuce wojennej.
Sądzono, że Amazonki usuwały dziewczętom pierś, aby nie przeszkadzała im w napinaniu cięciwy łuku lub rzucaniu dzidą.
Amazonka to również określenie kobiety jeżdżącej konno oraz kobiety po amputacji piersi.

## Imiona znanych Amazonek
- Aello
- Agawa
- Alkibja
- Alkippa
- Antandra
- Antianejra
- Antibrota
- Antioche
- Antiopa
- Asteria
- Bremusa
- Kelajno
- Klonia
- Klimena
- Ksante
- Dejanira
- Derimacheja
- Derinoe
- Djoksippe
- Egeja
- Eriboje
- Euryale
- Eurybja
- Ewandre
- Filippis
- Fojbe
- Glauke
- Harmotoja
- Harpe
- Hippolita
- Hippolita
- Hippotoja
- Ifinome
- Lampado
- Lizyppe
- Laomache
- Lyke
- Marpesja
- Melanippe
- Menippe
- Minytyja
- Mitylene
- Molpadja
- Myrine
- Okjala
- Orityja
- Otrere
- Pentezylea
- Polemusa
- Polydora
- Protoja
- Tekmessa
- Termodosa
- Toja